# Los chulos son pa' cuidarlos
Los Chulos Son Pa' Cuidarlos – pierwsza płyta hiszpańskiego piosenkarza Alejandro Sanza, wydana pod pseudonimem Alejandro Magno i nie zaliczana przez samego artystę do ważnych wydarzeń artystycznych w jego życiu. W tamtym okresie 20-letni Sanz pracował jako muzyk grający kawałki pomiędzy występami striptizerek w nocnych klubach. Nikły sukces nagrania sprawił, że artysta przez moment rozważał bardziej przyziemną karierę studiując administrację.

## Lista utworów
1. Los Chulos Son Pa' Cuidarlos  - 2:50
2. Tomasa  - 2:44
3. El Apartamento  - 3:40
4. Se Busca un Lío  - 2:28
5. Doña Marina  - 3:35
6. Tom Sawyer  - 3:00
7. Señor Papa  - 3:24
8. Cuando Navegamos  - 3:11
9. Micaela  - 2:39
10. Ajaulili  - 3:17